# Ninel Loukanina
Ninel Vasilievna Loukanina (russe : Нинель Васильевна Луканина), née le 18 septembre 1937, est une ancienne joueuse soviétique puis russe de volley-ball.
Elle est médaillée d'argent aux Jeux de 1964.

## Carrière
Ninel Loukanina fait partie de l'équipe soviétique qui remporte la médaille d'argent du tournoi féminin de volley-ball aux Jeux olympiques de 1964.
De 1956 à 1961, elle est membre de l'équipe Neftyanik Bakú puis du CSKA Moscou de 1961 à 1968.

## Palmarès

### Équipe nationale
- Jeux olympiques
  -  1964 à Tokyo.

- Championnat d'Europe
  -  1963 à Constanța.

### En club
- Championnats d'Union soviétique[2]
  - Vainqueur : 1965, 1966, 1968.
  - Finaliste : 1962.

- Ligue des champions[2]
  - Vainqueur : 1966, 1967.
  - Finaliste : 1968.